# Lenkey János
Lenkei és zádorfalvi Lenkey János (Eger, 1807. szeptember 7. – Arad, 1850. február 8.) 1848–49-es honvéd tábornok.

## Élete
Gömöri származású köznemesi családba született. Édesanyja, Keszlerffy Terézia (Eger, 1780. december 14. – Eger, 1845. augusztus 7.), nemes Keszlerffy Józsefnek Heves megye főorvosának és Doszlern Annának a lánya. Édesapja, zádorfalvi lenkei Lenkey Károly, a nemesi testőrség tagja, borkereskedő (Lénárddaróc, 1775. február 7. – Buda, 1836. június 12.) Lenkey Mihálynak és Bárdos Apollónianak a fia. Szülei házasságot kötöttek 1800. december 9-én Egerben.  Bátyja ifj. zádorfalvi és lenkei Lenkey Károly János Szaniszló honvéd ezredes, Heves megye főszámvevője (Bécs, 1803. február 27. – Eger, 1874. május 18.). A tiszti iskola utászkarának elvégzése után 1822-ben lépett a császári hadseregbe. 1848 tavaszán százados a 6. huszárezred 2. századánál, melyet később csak Württemberg-huszároknak neveztek és akik 1849-től világoskék ruhát viseltek, rajta 5 sor sárga zsinórral és piros csákót (az ezred tulajdonosa 1817 és 1864 között Württemberg német királya volt). Egységével, az ezredesi osztályú 2. századdal, aminek a parancsnoka volt, Galíciában állomásozott. A Sztaniszlóban történt lengyel forradalmi megmozdulás brutális leverése kapcsán összeütközésbe került parancsnokával, gróf Alfred von Paar ezredessel. Az összekülönbözés odáig vezetett, hogy százada 1848. május 30-án Lenkey János, Fiáth Pompejus főhadnagy és Harsányi Bálint őrmester vezetésével kalandos körülmények között Magyarországra szökött. 

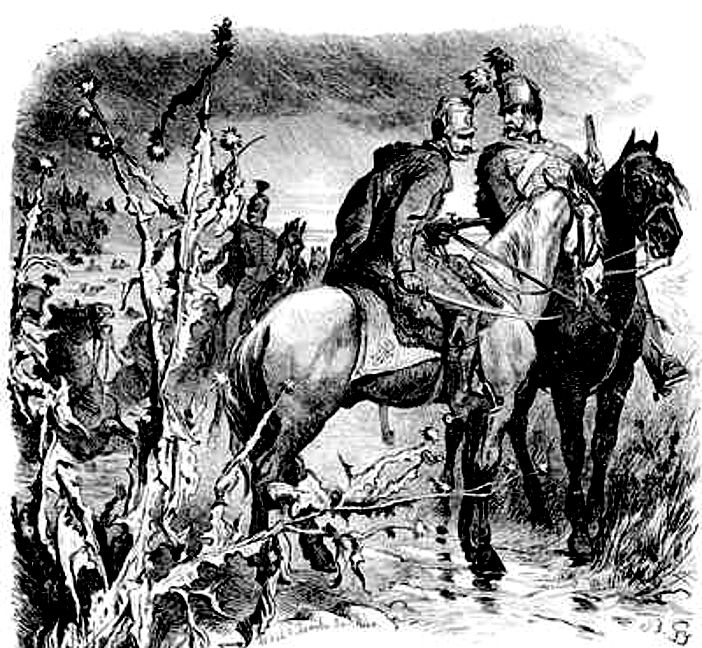
Benczúr Gyula: Visszatérő Lenkey huszárok

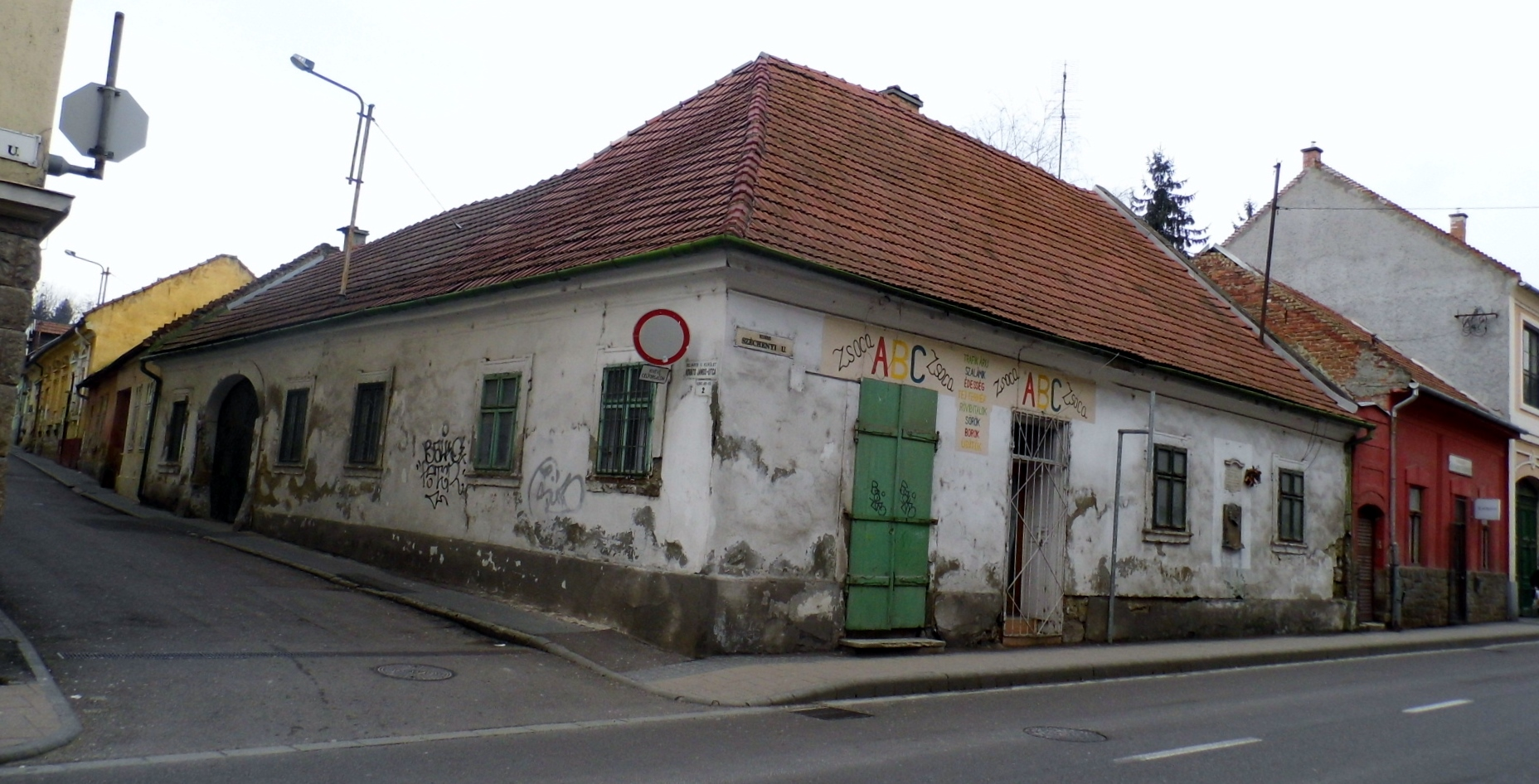
Lenkey szülőháza a Kovács János és a Széchenyi István út sarkán

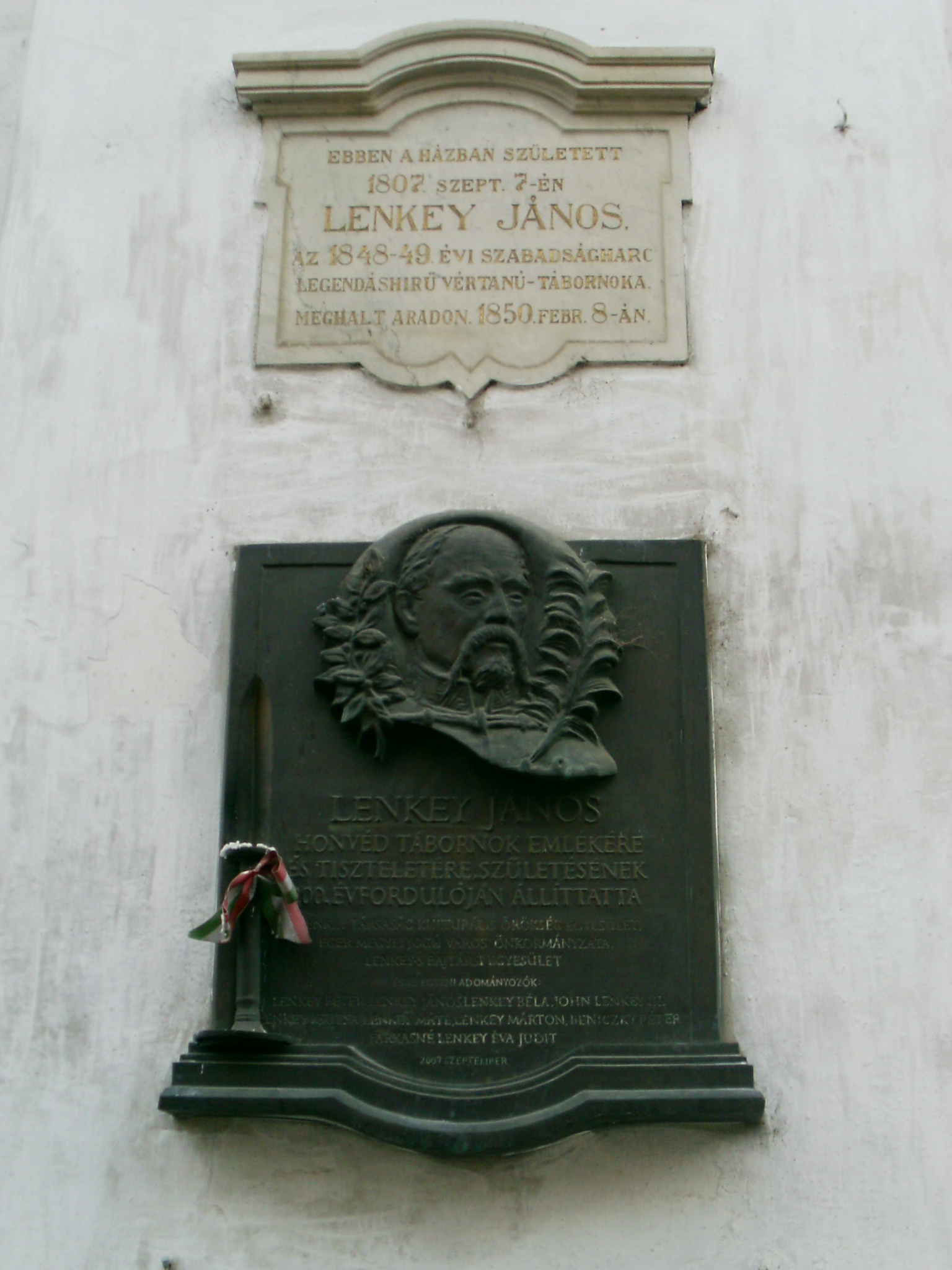
Lenkey emléktáblái a szülőházon

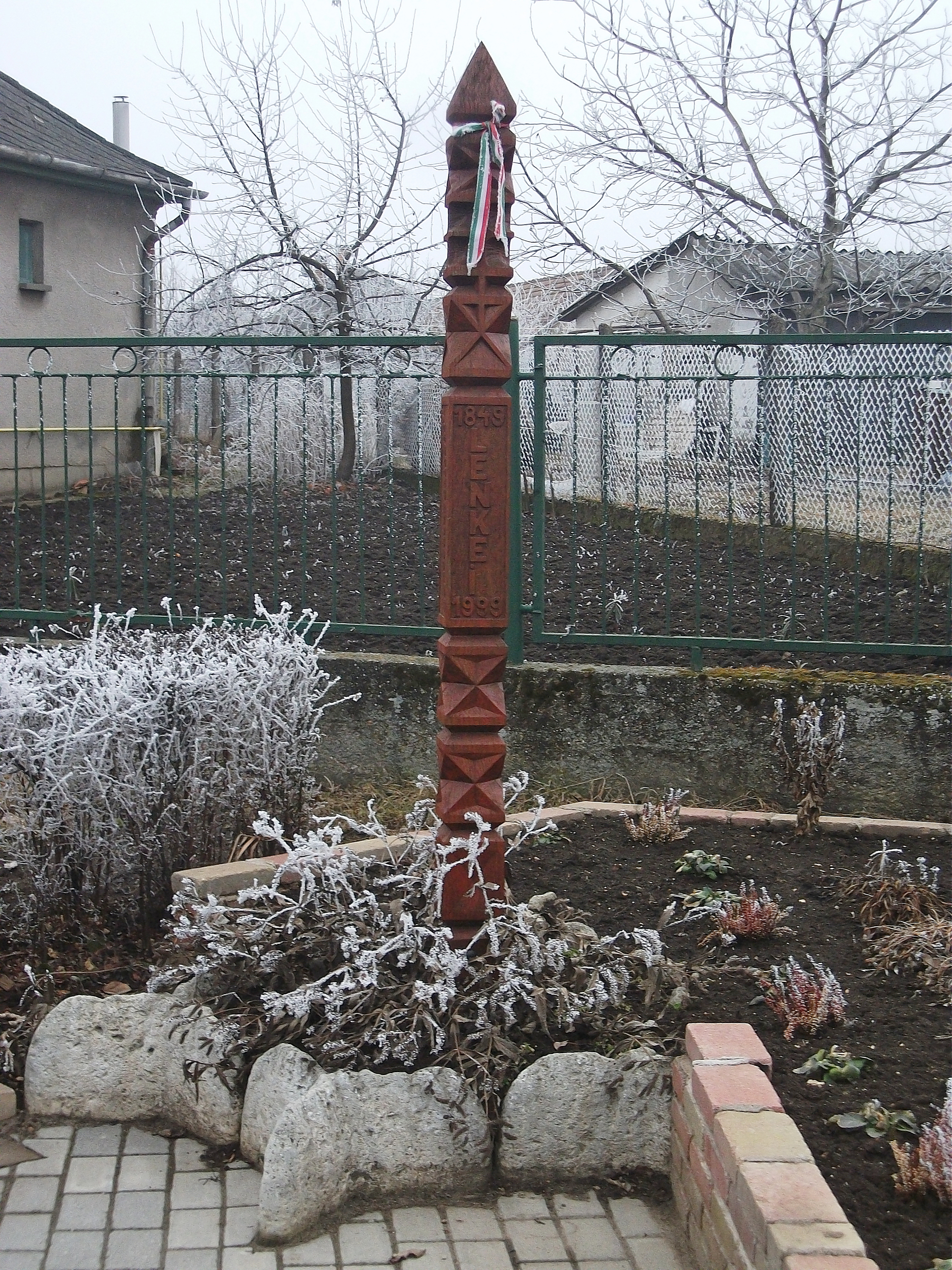
Lenkey János emlékére állíttatott kopjafa Zichyújfaluban

A csak nemrégiben hivatalba lépő Mészáros Lázár hadügyminiszternek súlyos problémát jelentett Lenkey századának szökése. Az osztrák hadügyminisztérium követelte Lenkey megbüntetését, a magyar közvélemény azonban lelkesen a szökött katonák mellé állt. Fennállt a veszély, hogy Latour bécsi hadügyminiszter az ügyre hivatkozva megtagadja a magyar sorozású ezredek már megígért hazaszállítását, ezért Mészárosnak kockára kellett tennie még meg sem szerzett népszerűségét. A magyar hadügyminisztérium nyilatkozatban ítélte el Lenkey századának szökését és elrendelte az ügy kivizsgálását. Ekkor született Petőfi Sándor Lenkei százada című verse, melyben a költő kiáll Lenkey mellett és elítéli a magyar hadügyminiszter eljárását. A megoldás végül az lett, hogy a századot „büntetésül” beosztották a szerb felkelők ellen felállított seregbe. A század becsülettel végigharcolta a délvidéki háborút, jutalmul Lenkey Jánost októberben ezredessé léptették elő és kinevezték az alakuló első honvéd huszárezred, a 13. Hunyadi huszárezred parancsnokának. Az ő ezredébe osztották be ideiglenesen Rózsa Sándornak a hazáért harcolni kész betyárjait, mintegy százötven főt.
Decemberben a Bakonyi Sándor honvéd tábornok parancsnoksága alatt álló bácskai hadtest egyik dandárjának parancsnoka lett. Bakonyi Sándor december 16-án elhagyta a szabadságharc ügyét, és utóda Esterházy Sándor tábornok sem volt hajlandó végrehajtani az Országos Honvédelmi Bizottmány parancsait. A január közepén Verbászon tartott tiszti gyűlésen Esterházy a tiszttársaival együtt kijelentette, hogy nem hajlandó császári reguláris csapatok ellen harcolni. A hadtestet a felbomlástól gróf Vécsey Károly ezredes, valamint Lenkey János és Baudisz József századosok határozott fellépése mentette meg. Vécsey ezzel a tettével érdemelte ki, hogy utolsónak akasztották fel.[forrás?]
1849. március 15-én tábornokká léptették elő és a komáromi várőrség parancsnokává nevezték ki. Be tudott jutni az ostromzár alatt álló várba és Guyon Richárd tábornok megérkezéséig, 1849. április 20-áig ő volt a vár parancsnoka is. Guyon és Lenkey kinevezése a komáromi várba szükségmegoldás volt, Kossuth így akarta megoldani azt a problémát, hogy a hadsereg márciusi átszervezésekor a főseregnél nem jutott nekik megfelelő beosztás. Lenkey a komáromi várban ugyan lelkiismeretesen ellátta feladatát, de huszártisztként nem voltak meg a beosztáshoz szükséges ismeretei. Május végén a Tisza körül alakuló lovashadosztály parancsnokságával bízták meg, de beosztását a betegsége miatt már nem vette át. A harcokban a továbbiakban nem vett részt. A világosi fegyverletétel után cári, majd osztrák fogságba került. Ő is az aradi vértanúk perének egyik vádlottja volt, de pszichés betegsége egyre inkább elhatalmasodott rajta, ezért az eljárást megszüntették ellene. Elborult elmével az aradi vár börtönében halt meg.
Sírja ma szülővárosában, Egerben van. Aradi sírfelirata a következő volt:

Lenkey N. János HONVÉD TÁBORNOK SZÜLETETT 1807. SZEPT. 7. EGERBEN
MEGHALT AZ ARADI VÁR BÖRTÖNÉBEN 1850. FEBR. 7. BÉKE HAMVAIRA!